# Шацк (город)
Шацк — город (с 1553) в Рязанской области России, административный центр Шацкого муниципального района и городского поселения «Шацкое».
Расположен в 160 километрах к востоку от Рязани и в 350 километрах от Москвы, на левом берегу реки Шачи (приток Цны). Преобладает умеренно континентальный климат. Среднегодовая норма осадков — 568 мм
Население — 5686 чел. (2022).

## Этимология
Был основан в 1553 году на реке Шача, в Шацких воротах оборонительной линии и первоначально назывался Шацкий город. Гидроним Шача дорусского происхождения: реки с таким названием несколько раз встречаются в зоне дославянской финно-угорской топонимии, на одной из них находилось мерянское селение Шачебол. С 1779 года — уездный город Шацк.

## История
Город Шацк был основан в 1553 году в качестве укреплённого пункта — крепости, ставшей одним из опорных пунктов для освоения земель Рязанского княжества. Крепость состояла из Шацкого кремля, находившегося на Соборной горе, примыкавшего к нему Большого острога и ещё двух острожных укреплений, оборонявших слободы по обе стороны от реки Шачи. В 1594 году Шацк пережил крымскотатарскую осаду. В Смутное время ненадолго захватывался сторонниками Лжедмитрия II.
В 1719 году город стал центром Шацкой провинции в составе Азовской губернии. В XVIII веке по данным 3-й и 4-й ревизий в Шацке было 1049 дворов, население составляло 5016 человек. В 1779 году Шацк вошёл в состав Тамбовского наместничества, но уже с 1796 года город становится центром Шацкого уезда Тамбовской губернии.
Описывая Шацк по состоянию не позже 1807 года, «Словарь географический Российского государства, собранный Афанасием Щекатовым» сообщает, что в нём находились пять церквей. Населяли его 157 купцов, 389 ямщиков, 15 мещан, 751 помещичий крестьянин и 1492 однодворца — потомка стрельцов, пушкарей и других служилых людей. «Военно-стратегическое описание района Тамбовской местной бригады (губернии: Рязанская, Тамбовская и Воронежская)» указывает на наличие всего одной больницы в городе с населением «3811 муж. и 3970 жен., всего 7781 чел. (8-е место в губ.)».

Книга «Города России в 1910 году» уже даёт цифру населения Шацка в 5282 человека; в городе 879 жилых домов, в том числе 27 каменных. В это время в городе действовали спичечная и кожевенная фабрики, женская гимназия, трёхклассное уездное, духовное, мужское и женское приходские училища, публичная библиотека, 2 частных типографии, 3 больницы на 90 кроватей, 2 богадельни, 2 приюта.
В 1870 году правительство и известный промышленник барон П. Г. фон Дервиз предложили Шацкой городской думе рассмотреть вопрос о прокладке через Шацк железной дороги на Самару, которое было отклонено, и в результате дорога прошла севернее, через Сасово.
Был образован Шацкий район с административным центром в городе Шацке в 1929 году.
Более 18000 жителей Шацкого района отправились на фронт в годы Великой Отечественной войны. Из которых 12000 человек погибло.

## Население
| 1856  | 1897    | 1913    | 1926    | 1931    | 1939  | 1959  | 1970  | 1979  |
| ----- | ------- | ------- | ------- | ------- | ----- | ----- | ----- | ----- |
| 6200  | ↗13 800 | ↗16 400 | ↘15 100 | ↗15 400 | ↘5020 | ↗5722 | ↗8007 | ↘7563 |
| 1989  | 1992    | 1996    | 1998    | 2000    | 2001  | 2002  | 2003  | 2005  |
| ↗8181 | ↘7900   | ↘7600   | ↘7500   | →7500   | ↘7400 | ↗7563 | ↗7600 | ↘7300 |
| 2006  | 2007    | 2008    | 2009    | 2010    | 2011  | 2012  | 2013  | 2014  |
| ↘7200 | ↘7000   | ↘6900   | ↘6834   | ↘6561   | ↗6600 | ↘6440 | ↘6404 | ↘6307 |
| 2015  | 2016    | 2017    | 2018    | 2019    | 2020  | 2021  | 2023  |       |
| ↘6262 | ↘6120   | ↘6029   | ↘5935   | ↘5894   | ↘5819 | ↗5927 | ↘5791 |       |

На 1 января 2025 года по численности населения город находился на 1053-м месте из 1124 городов Российской Федерации.
Национальный состав
По итогам переписи населения 2020 года проживали следующие национальности (национальности менее 0,1 % и другое, см. в сноске к строке «Другие»):
| Национальность | Численность, чел. | Доля     |
| -------------- | ----------------- | -------- |
| Русские        | 5728              | 96,64 %  |
| Армяне         | 42                | 0,71 %   |
| Украинцы       | 18                | 0,30 %   |
| Татары         | 18                | 0,30 %   |
| Азербайджанцы  | 17                | 0,29 %   |
| Мордва         | 12                | 0,20 %   |
| Другие         | 92                | 1,56 %   |
| Итого          | 5927              | 100,00 % |

## Экономика
В Шацке располагаются хлебный завод, мясокомбинат (закрыт) и сантехническая база «NovaFlex».

## Галерея
- Стена Славы в Шацке
- Мемориал ликвидаторам Чернобыльской катастрофы в городском парке
- Памятник В. И .Ленину
- Парк
- Самолёт-памятник Aero L-29 Delfin ул. Карла Маркса, 28